# Rugby Europe U19 Championship 2010
El Rugby Europe U19 Championship del 2010 se disputó en Bélgica y fue la cuarta edición del torneo en categoría M19.
El campeón del torneo fue Georgia, quien al ser organizador del Trofeo Mundial de Rugby Juvenil 2011 ya estaba clasificado, entonces cede su lugar al subcampeón Rusia.

## Equipos participantes
- Selección juvenil de rugby de Bélgica
- Selección juvenil de rugby de España
- Selección juvenil de rugby de Georgia
- Selección juvenil de rugby de Polonia
- Selección juvenil de rugby de Portugal
- Selección juvenil de rugby de Rumania
- Selección juvenil de rugby de Rusia
- Selección juvenil de rugby de Ucrania

## Posiciones

### Cuartos de final
- Los perdedores avanzan a la copa de plata

| 24 de octubre | Georgia | 27 - 3 | Portugal |  |  |

| 24 de octubre | Rumania | 36 - 0 | Ucrania |  |  |

| 24 de octubre | Bélgica | 45 - 10 | Polonia |  |  |

| 24 de octubre | Rusia | 27 - 15 | España |  |  |

### Semifinal de Plata
| 27 de octubre | Portugal | 33 - 0 | Ucrania |  |  |

| 27 de octubre | España | 44 - 12 | Polonia |  |  |

### Semifinales Campeonato
| 27 de octubre | Georgia | 29 - 3 | Rumania |  |  |

| 27 de octubre | Bélgica | 11 - 23 | Rusia |  |  |

### Séptimo puesto
| 30 de octubre | Polonia | 16 - 15 | Ucrania |  |  |

### Quinto puesto
| 30 de octubre | Portugal | 22 - 15 | España |  |  |

### Tercer puesto
| 30 de octubre | Bélgica | 17 - 25 | Rumania |  |  |

### Final
| 30 de octubre | Georgia | 38 - 7 | Rusia |  |  |

| Bandera de Georgia |
| Campeón Georgia    |
| Primer título      |